# باتريك نيلسون
باتريك نيلسون (بالسويدية: Bo Patrik Nilsson)‏ هو لاعب باندي ‏ سويدي، ولد في 15 مارس 1982 في محافظة اوبسالا في السويد.